# داريل شابن
داريل شابن (بالإنجليزية: Daryl Chapin)‏ هو فيزيائي أمريكي، ولد في 21 يوليو 1906 في إلينسبورغ في الولايات المتحدة، وتوفي في 19 يناير 1995 في نيبلز في الولايات المتحدة.